# Ace & Tate
Ace & Tate is een Nederlandse opticienketen met 86 vestigingen (2024) verspreid over tien Europese landen, waarvan 22 in Nederland. Het bedrijf werd in 2013 opgericht door Mark de Lange. Het hoofdkantoor is gevestigd in Amsterdam.
De brillenframes van Ace & Tate worden voornamelijk vervaardigd uit celluloseacetaat, een type kunststof dat tevens als inspiratie diende voor de naam van het bedrijf. Hoewel het bedrijf geen eigen productiefaciliteiten bezit, onderhoudt het samenwerkingsverbanden met brillenfabrikanten in diverse landen, waaronderVietnam, Cambodja en China.

## Geschiedenis

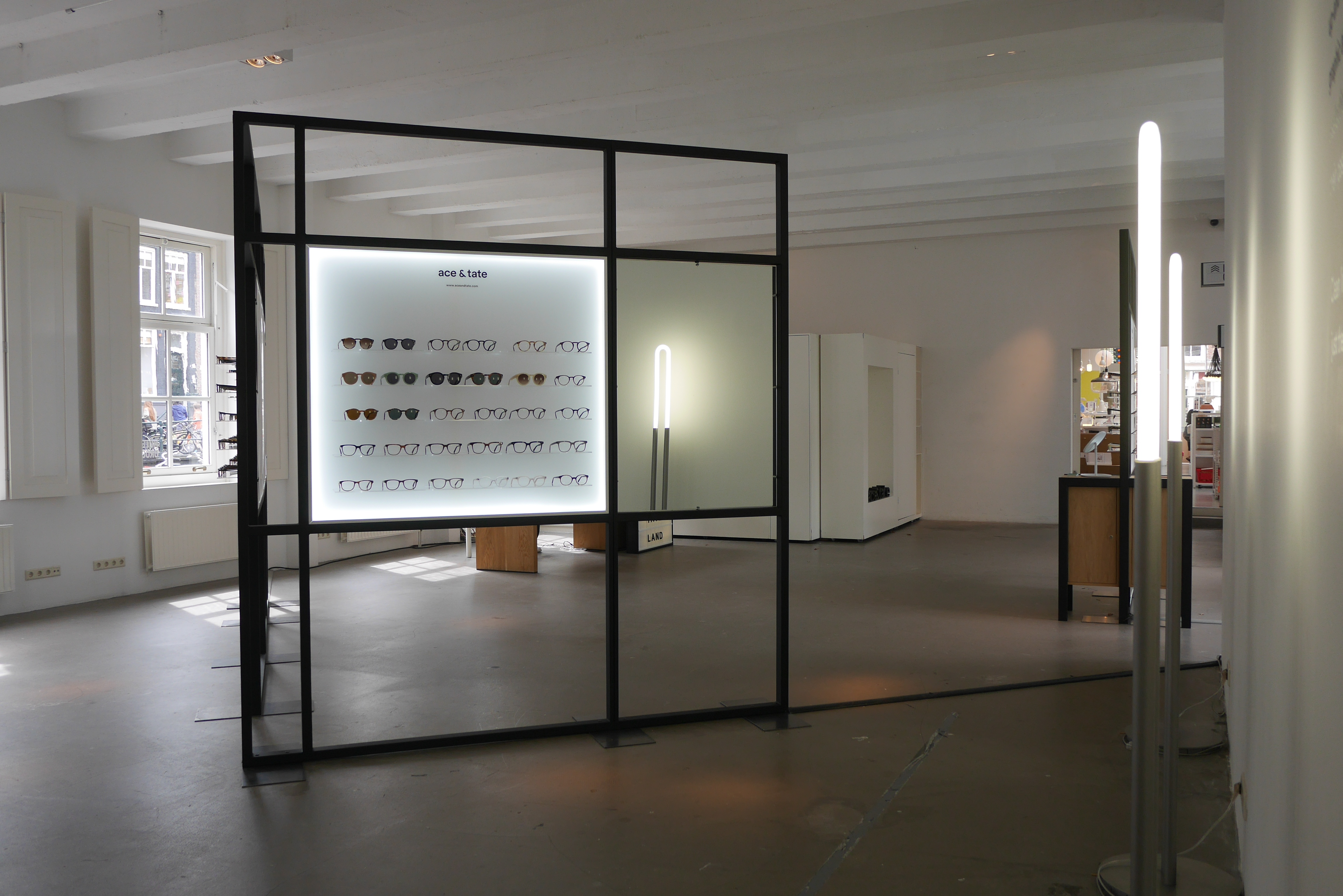
Het interieur van een Ace & Tate-winkel in Amsterdam

### Oprichting en eerste jaren
Ace & Tate werd in juni 2013 opgericht door Mark de Lange en Camiel de Lange van Bergen. Aanvankelijk functioneerde het bedrijf als webwinkel, maar na twee jaar kwam het besef dat er ook behoefte was aan een fysieke winkel en experimenteerde het bedrijf met pop-upwinkels om naamsbekendheid te genereren. In 2015 werd de eerste permanente winkel geopend in Amsterdam.

### Expansie
Fysieke winkels werden al snel een belangrijk onderdeel van de groeistrategie van Ace & Tate. Het bedrijf opende winkels in verschillende Europese steden, waaronder Rotterdam, Antwerpen, Berlijn, Kopenhagen en Stockholm. Desondanks bleef het grootste deel van de omzet afkomstig van de webwinkel.
De snelle groei van Ace & Tate leidde in 2018 tot leveringsproblemen. Om deze problemen aan te pakken, professionaliseerde het bedrijf haar supply chain door processen te stroomlijnen, een nieuw ERP-systeem te implementeren en beter zicht te krijgen op de voorraad. In hetzelfde jaar introduceerde Ace & Tate een 'retaillab' in hun winkel in Amsterdam om te experimenteren met nieuwe retailconcepten, zoals een 24/7 retourpunt.
Tegen 2019 had het bedrijf 50 winkels geopend en in de daaropvolgende jaren bleef Ace & Tate uitbreiden. Het bedrijf ontving aanzienlijke investeringen om de Europese expansie te financieren en te investeren in nieuwe technologieën, zoals online oogmetingen en virtuele paskamers. In 2019 verliet mede-oprichter De Lange van Bergen het bedrijf om een nieuw bedrijf te starten dat zich richt op designmessen en -pannen.
In maart 2025 kondigde Mark de Lange zijn vertrek aan als CEO van Ace & Tate, een functie die hij bijna twaalf jaar bekleedde. Hij wordt opgevolgd door Lex van de Vliet, die sinds november 2024 werkzaam is bij het bedrijf. De Lange blijft echter betrokken bij Ace & Tate.

## Duurzaamheid

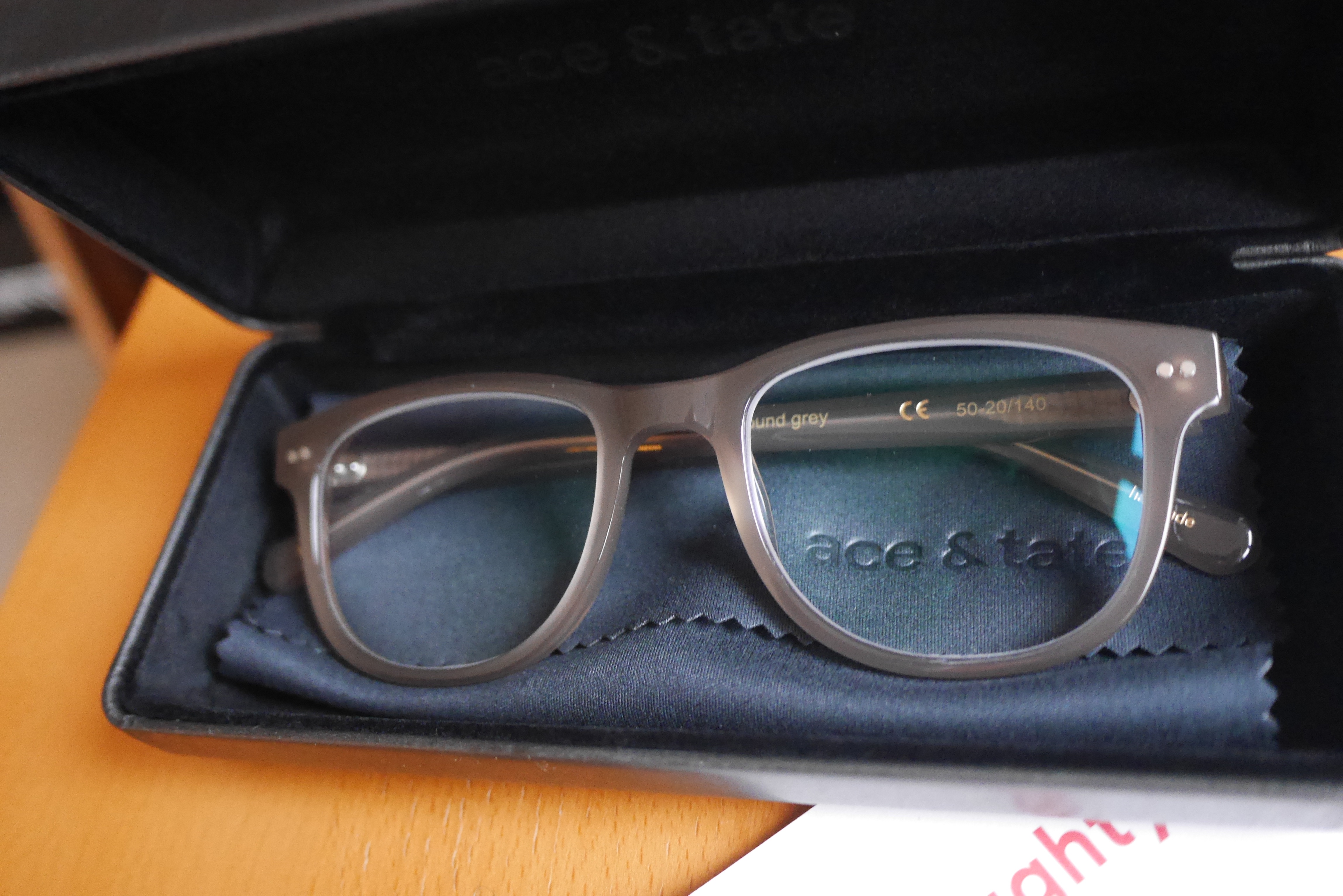
Een bril van Ace & Tate

Duurzaamheid werd een steeds belangrijker aandachtspunt voor Ace & Tate. Het bedrijf introduceerde monturen gemaakt van bio-acetaat en gerecycled acetaat en implementeerde initiatieven om afval te verminderen, zoals het 'Reframe'-programma voor de verkoop van tweedehandsbrillen. In 2020 ontving Ace & Tate het B Corp-certificaat als erkenning voor haar inspanningen op het gebied van duurzaamheid.

## Omzet
Ace & Tate rapporteerde een omzet van € 43 miljoen in 2021, die steeg tot € 55,5 miljoen in 2022. Ondanks deze groei leed Ace & Tate aanzienlijke verliezen, met € 11 miljoen in het rood in 2022. Een deel van deze verliezen werd toegeschreven aan stijgende salariskosten, die met 50 procent toenamen door de aanwerving van 74 extra personeelsleden voor de uitbreiding van winkels. Tijdens de coronacrisis ontving het bedrijf € 3,8 miljoen aan NOW-steun van de overheid. Het management stelt dat de negatieve resultaten in lijn zijn met de verwachtingen, omdat het bedrijf ervoor kiest te investeren in groei en internationale expansie.